# Porsche Carrera GT
Porsche Carrera GT är en supersportbil, tillverkad av den tyska biltillverkaren Porsche mellan 2003 och 2006.

## Porsche 980 Carrera GT
I slutet av 1990-talet hade Porsche tävlat i sportvagnsracing med 911 GT1-modellen, som bland annat vunnit Le Mans 24-timmars 1998. Därefter planerade Porsche att ta fram en helt ny sportvagnsprototyp, men företagsledningen valde att satsa resurserna på SUV:en Porsche Cayenne istället. Le Mans Prototypen återuppstod som superbilen Carrera GT, som visades i konceptform på bilsalongen i Paris år 2000.
Den färdiga bilen presenterades på Internationella bilsalongen i Genève 2003. Chassit bestod av en sittbrunn i kolfiber, med en hjälpram i samma material som bar upp motorn och bakre hjulupphängningen. Även karossen byggdes i lätta kompositmaterial och hade avtagbart targatak. Baktill fanns en spoiler som justerades efter hastigheten för att öka marktrycket. Hjulupphängningen hade horisontellt liggande skruvfjädrar och stötdämpare som överförde fjädringsrörelsen till tvärlänkarna vid hjulen via stötstänger. Motorn var en V10:a med den ovanliga vinkeln 68° mellan cylinderbankarna och torrsumpsmörjning. Växellådan var en traditionell sexväxlad manuell låda, vid en tid då många konkurrenter gått över till robotiserade halvautomatiska växellådor. Växelspaksknoppen bestod av en svarvad träknopp, precis som på den Le Mans-vinnande 917-modellen.

## Tekniska data

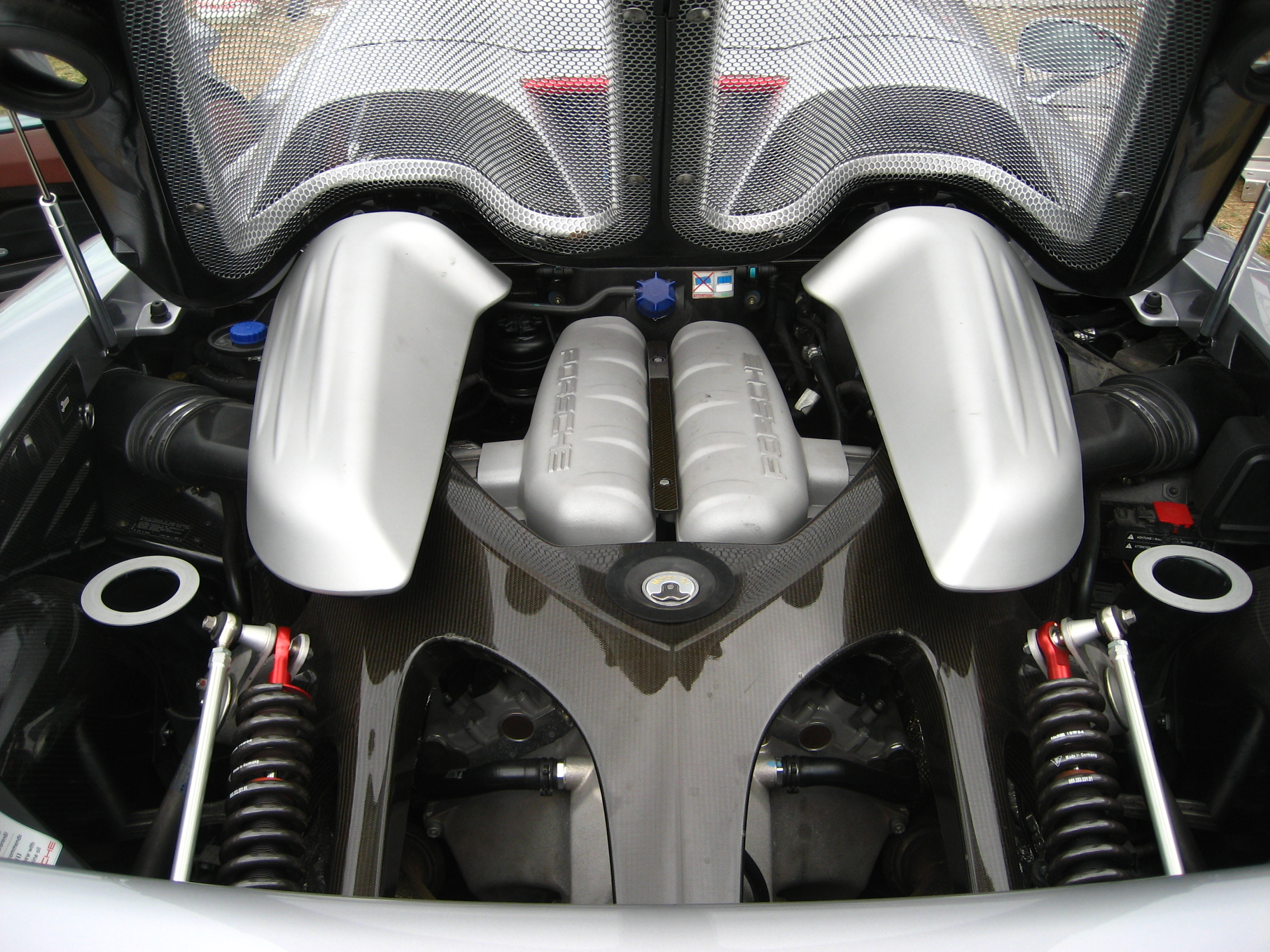
Motorrum med hjälpram och bakre fjädring.

| Tekniska data                  | Carrera GT                                                            |
| ------------------------------ | --------------------------------------------------------------------- |
| Motor:                         | Mittmonterad 68° 10-cylindrig V-motor                                 |
| Cylindervolym:                 | 5733 cm³                                                              |
| Borrning x slaglängd:          | 98,0 x 76,0 mm                                                        |
| Kompression:                   | 12,0:1                                                                |
| Max effekt:                    | 612 hk vid 8 000 v/min                                                |
| Max vridmoment:                | 590 Nm vid 5 750 v/min                                                |
| Ventilstyrning:                | Dubbla överliggande kamaxlar per cylinderrad, 4 ventiler per cylinder |
| Bränslesystem:                 | Bosch bränsleinsprutning                                              |
| Växellåda:                     | 6-växlad manuell                                                      |
| Hjulupphängning:               | Dubbla tvärlänkar, horisontellt liggande skruvfjädrar                 |
| Bromsar:                       | Keramska skivbromsar, ABS                                             |
| Chassi & kaross:               | Självbärande kolfibermonocoque                                        |
| Fälgar, däck:                  | Fram: 9,5Jx19 med 265/35 ZR19 Bak: 12,5Jx20 med 335/30 ZR20           |
| Hjulbas:                       | 2730 mm                                                               |
| L x B x H:                     | 4613 x 1921 x 1166 mm                                                 |
| Torrvikt:                      | 1380 kg                                                               |
| Acc. 0–100 km/h:               | 3,9 s                                                                 |
| Toppfart:                      | 330 km/h                                                              |
| Bränsleförbrukning per 100 km: | 17,8 l                                                                |